# Lijst van bisschoppen van Roermond
Hieronder volgt een lijst van de bisschoppen van het bisdom Roermond.

## Eerste bisdom (1559 - 1801)
- Wilhelmus Lindanus (1562-1588)
  - Gregorius Gherinx vicaris-generaal (1588-1596)

- Henricus Cuyckius (1596-1609)
  - Petrus Pollius vicaris-generaal (1609-1611)

- Jacobus a Castro (1611-1639)
  - Balduinus de Gaule vicaris-generaal (1639-1645)
  - Antonius Bosman, vicaris-generaal (1645-1651)

- Andreas Creusen (1651-1657)
  - Jacobus van Oeveren, vicaris-generaal (1657-1659)

- Eugenius Albertus d'Allamont (1659-1666)
  - Jacobus van Oeveren, vicaris-generaal (1666-1672)

- Ignaas August Schetz van Grobbendonck (1666-1669), nooit gewijd

- Lancelot de Gottignies (1672-1673)
  - Jacobus van Oeveren, vicaris-generaal (1673-1677)

- Reginaldus Cools (1677-1700)
  - Joannes Antonius Dumont, vicaris-generaal (1700-1701)

- Angelus d'Ongnies et d'Estrees (1701-1722)
  - Franciscus Sanguessa, coadjutor (1721-1722)

- Franciscus Sanguessa (1722-1741)
  - Joannes Franciscus Dispa, vicaris-generaal (1741-1743)

- Josephus Werbrouck (1743-1746)

- Johannes de Robiano (1746-1769)
  - Arnoldus Ignatius Jacobus Costerius, vicaris-generaal (1769-1770)

- Henricus Kerens (1770-1775)

- Philippus Damianus Ludovicus van en tot Hoensbroeck (1775-1793)

- Joannes Baron van Velde tot Melroy en Sart-Bomal (1794-1801)

## Apostolisch vicariaat Limburg (1840 - 1853)
- Joannes Paredis (1840-1853)

## Tweede bisdom (1853 - heden)
- Joannes Paredis (1853-1886)
  - Franciscus Boermans, coadjutor (1885-1886)

- Franciscus Boermans (1886-1900)
  - Josephus Drehmanns, coadjutor (1899-1900)

- Josephus Drehmanns (1900-1913)

- Laurentius Schrijnen (1914-1932)
  - Guillaume Lemmens, coadjutor (1932)

- Guillaume Lemmens (1932-1957)
  - Antonius Hanssen, hulpbisschop (1947-1957), coadjutor (1957)

- Antonius Hanssen (1957-1958)

- Petrus Moors (1959-1970), daarna tot 1972 als diocesaan administrator.
  - Edmond Beel, hulpbisschop (1965-1972)

- Joannes Gijsen (1972-1993)
  - Alphons Castermans, hulpbisschop (1982-1997)
  - Johannes ter Schure, hulpbisschop (1984-1985)

- Frans Wiertz (1993 - 2017)
  - Everard de Jong, hulpbisschop (1999 - heden)

- Harrie Smeets (2018 - 2023)[noot 1]

- Ron van den Hout (24 augustus 2024 - heden)[noot 2][1]